# Пасто (аэропорт, Колумбия)
Аэропорт имени Антонио Нариньо (исп. Aeropuerto Antonio Nariño), (ИАТА: PSO, ИКАО: SKPS) — коммерческий аэропорт, расположенный в 35 километрах от города Пасто (департамент Нариньо, Колумбия). Обслуживает только внутренние маршруты, а также чартерные авиарейсы и полёты военной авиации.

## Общие сведения
В летние месяцы (особенно в августе) в регионе расположения порта наблюдаются сильные ветры, дующие при этом перпендикулярно курсу взлётно-посадочной полосы. Вследствие этого и по соображениям безопасности во время сезонных ветров аэропорт в не может принимать и отправлять воздушные суда.
С 2007 года аэропорт имени Антонио Нариньо оборудован курсо-глиссадной системой (ILS), что позволяет сопровождать полёты самолётов в ночное время суток. Тем не менее, власти департамента Ниньо в связи со значительным увеличением пассажирского и грузового потоков намерены построить новый аэропорт в более благоприятной по метеорологическим условиям местности.

## Авиакомпании и пункты назначения
- Avianca

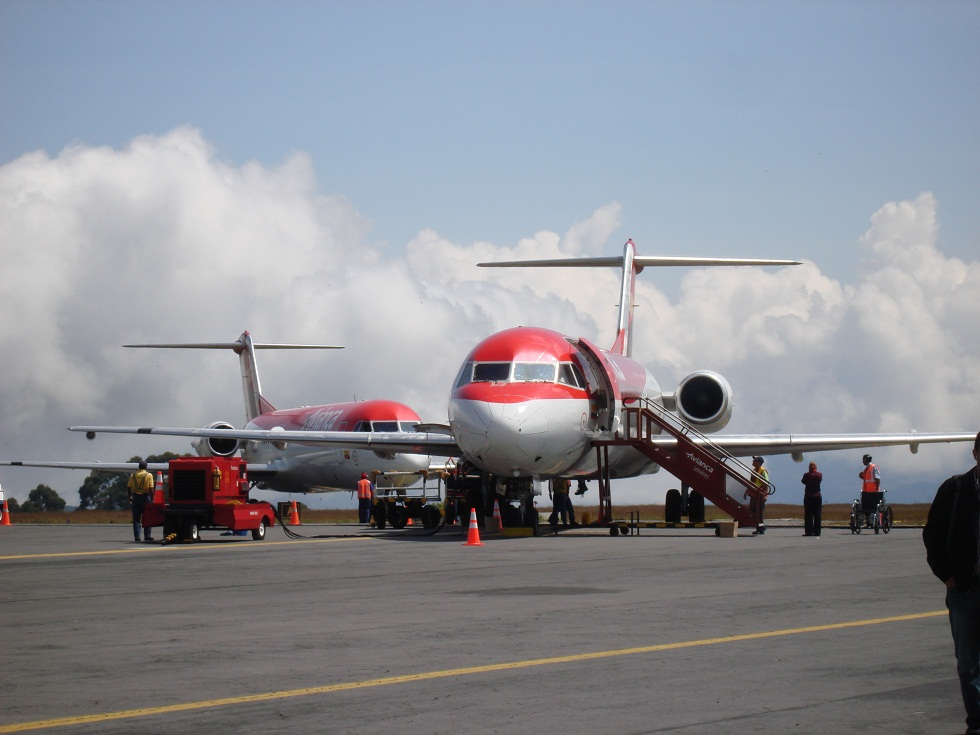
Fokker 100 в аэропорту имени Антонио Нариньо

  - Богота / международный аэропорт Эль-Дорадо
  - Кали / международный аэропорт имени Альфонсо Бонильи Арагона
- SATENA
  - Богота / международный аэропорт Эль-Дорадо
- TAME
  - Эсмеральдас / международный аэропорт имени генерала Риваденейры[5]

### Принимаемые воздушные суда
- Avianca
  - Fokker 50
  - Airbus A318
- SATENA
  - Embraer 145
  - Embraer 170
  - ATR-42-500